# David Janssen
David Janssen, pseudonimo di David Harold Meyer (Naponee, 27 marzo 1931 – Malibù, 13 febbraio 1980), è stato un attore statunitense, noto soprattutto per il ruolo del dott. Richard Kimble nella serie televisiva Il fuggiasco.

## Premi e riconoscimenti
- Golden Globe per la miglior star televisiva maschile (1966); candidato nella stessa categoria anche nel (1965)
- Stella alla Hollywood Walk of Fame: Categoria Star della TV, 	7011 Hollywood Blvd.

## Filmografia parziale

### Cinema
- Francis all'Accademia (Francis Goes to West Point), regia di Arthur Lubin (1952)
- Il pirata yankee (Yankee Buccaneer), regia di Frederick de Cordova (1952)
- Furia indiana (Chief Crazy Horse), regia di George Sherman (1955)
- Il culto del cobra (Cult of the Cobra), regia di Francis D. Lyon (1955)
- La guerra privata del maggiore Benson (The Private War of Major Benson), regia di Jerry Hopper (1955)
- Francis in the Navy, regia di Arthur Lubin (1955)
- All'inferno e ritorno (To Hell and Back), regia di Jesse Hibbs (1955)
- La giungla del quadrato (The Square Jungle), regia di Jerry Hopper (1955)
- Secondo amore (All That Heaven Allows), regia di Douglas Sirk (1955)
- Come prima... meglio di prima (Never Say Goodbye), regia di Jerry Hopper e Douglas Sirk (1956)
- Il tigrotto (The Toy Tiger), regia di Jerry Hopper (1956)
- Congiura al castello (Francis in the Haunted House), regia di Charles Lamont (1956)
- La ragazza che ho lasciato (The Girl He Left Behind), regia di David Butler (1956)
- La rivolta dei cowboys (Showdown at Abilene), regia di Charles F. Haas (1956)
- Scialuppe a mare (Away All Boats), regia di Joseph Pevney (1956)
- La squadriglia Lafayette (Lafayette Escadrille), regia di William A. Wellman (1958)
- All'inferno per l'eternità (Hell to Eternity), regia di Phil Karlson (1960)
- Dondi, regia di Albert Zugsmith (1961)
- Il padrone di New York (King of the Roaring 20's: The Story of Arnold Rothstein), regia di Joseph M. Newman (1961)
- L'anello di fuoco (Ring of Fire), regia di Andrew L. Stone (1961)
- Agente 4K2 chiede aiuto (Warning Shot), regia di Buzz Kulik (1967)
- Berretti verdi (The Green Berets), regia di John Wayne e Ray Kellogg (1968)
- L'uomo venuto dal Kremlino (The Shoes of the Fisherman), regia di Michael Anderson (1968)
- La carta vincente (Where It's At), regia di Garson Kanin (1969)
- Abbandonati nello spazio (Marooned), regia di John Sturges (1969)
- Noi due a Manhattan (Generation), regia di George Schaefer (1969)
- Macho Callagan (Macho Callahan), regia di Bernard L. Kowalski (1970)
- Una volta non basta (Jacqueline Susann's Once Is Not Enough), regia di Guy Green (1975)
- Intrigo in Svizzera (The Swiss Conspiracy), regia di Jack Arnold (1976)
- Panico nello stadio (Two-Minute Warning), regia di Larry Peerce (1976)
- Appuntamento con l'oro (Golden rendezvous), regia di Ashley Lazarus (1977)
- Sono stato un agente C.I.A., regia di Romolo Guerrieri (1978)
- Inchon, regia di Terence Young (1981)

### Televisione
- Le inchieste di Boston Blackie (Boston Blackie) – serie TV, episodio 1x02 (1951)
- Conflict – serie TV, episodio 1x12 (1957)
- Richard Diamond (Richard Diamond, Private Detective) – serie TV, 77 episodi (1957-1960)
- Westinghouse Desilu Playhouse – serie TV, episodio 1x25 (1959)
- Avventure in paradiso (Adventures in Paradise) – serie TV, episodio 3x06 (1961)
- Follow the Sun – serie TV, episodi 1x24-1x27 (1962)
- Corruptors (Target: The Corruptors) – serie TV, episodio 1x19 (1962)
- Scacco matto (Checkmate) – serie TV, episodio 2x25 (1962)
- General Electric Theater – serie TV, episodio 10x19 (1962)
- The Dick Powell Show – serie TV, episodio 2x23 (1963)
- Il fuggiasco (The Fugitive) – serie TV, 120 episodi (1963-1967)
- Il tenente O'Hara (O'Hara United States Treasury) – serie TV, 23 episodi (1971-1972)
- Cannon – serie TV, episodio 3x01 (1973)
- Harry O – serie TV, 45 episodi (1974-1976)
- Sulle strade della California (Police Story) – serie TV, episodio 5x01 (1977)
- Colorado (Centennial) – miniserie TV, 10 episodi (1978-1979)

## Doppiatori italiani
- Pino Locchi in Il pirata yankee, La giungla del quadrato, Il tigrotto, Congiura al castello, Agente 4K2 chiede aiuto
- Massimo Turci in Secondo amore, Come prima meglio di prima
- Giuseppe Rinaldi in L'uomo venuto dal Kremlino, Sono stato un agente C.I.A.
- Carlo Romano in Francis all'accademia
- Cesare Barbetti in Furia indiana
- Gualtiero De Angelis in La ragazza che ho lasciato
- Luciano Melani in Berretti verdi
- Giorgio Piazza in Panico nello stadio
- Sandro Iovino in Harry O